# 杨正泉
杨正泉（1940年6月—），男，山东肥城人，中华人民共和国传媒人物，1964年毕业于北京广播学院新闻系。曾任中央人民广播电台台长，国务院新闻办公室副主任，中国外文出版发行事业局局长，中国出版工作者协会副主席。著作有《我与广播》、《书刊外宣散论》等书。2008年11月出版《新闻背后的故事：我的亲历实录》一书。